# 正座

正座する女性

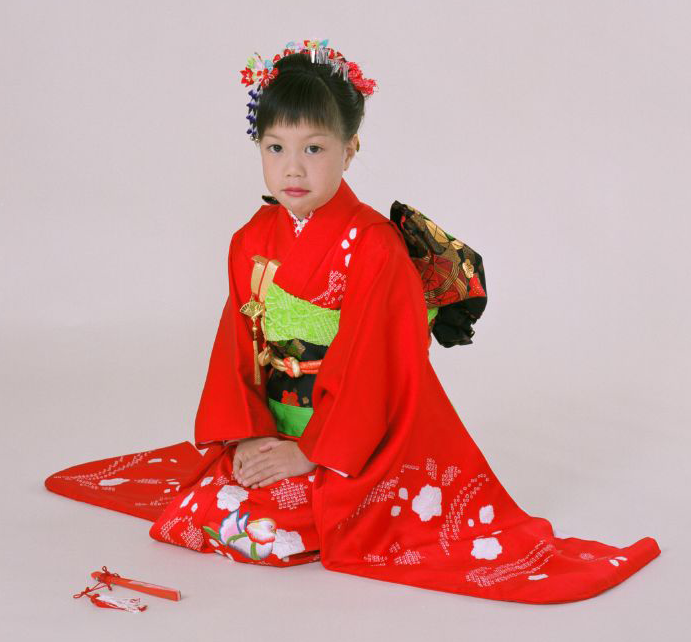
正座する少女

正座（正坐、せいざ）は、正しい姿勢で座ること、およびその座り方、特に膝を揃えて畳んだ座法（屈膝座法）である。部屋では履物を脱ぎ、畳に座る日本人の伝統的な生活文化の一形態である。

## 歴史
正座の歴史では、正座の座り方（後述）がいつ頃から始まったのか、という部分と、この座り方を「正座」とする概念がいつ頃発生したのか、について分けて考える必要がある。
正座とは、元々、神道での神、仏教で仏像を拝む場合や、征夷大将軍にひれ伏す場合にのみとられた姿勢であった。日常の座法は武士、女性、茶人などでも胡座（あぐら）、立膝で座る事が普通であった。
平安装束に見られる十二単や神職の袍は、下半身の装束が大きく作られており、正座には不向きで、あぐらを組むことを前提に作られている。
江戸時代初期、正座の広まった要因としては、江戸幕府が小笠原流礼法を採用した際に参勤交代の制定より、全国から集められた大名達が全員将軍に向かって正座をする事が決められ、それが各大名の領土へと広まった事である。これは正座によって足をしびれさせ、主君に反逆を起こさない恭順の体勢という意味もある。

また、別の要因として、この時代、庶民に畳が普及し始めた頃であったことも要因であるという。入澤達吉『日本人の坐り方に就いて』では元禄～享保に広まったと推測されている。それに対して、川本利恵と中村充一「正座の源流」（東京家政大学紀要第39号 1999年）では、この座り方そのものは『日本諸事要録』（1583年）の記載から、16世紀後半にはすでに下級武士や農民にまで浸透していたことを指摘しており、古代遺跡や奈良時代の仏像にも現代の正座と同じ座り方があることから、座り方そのものは江戸時代以前から一般的であったとも考えられる。
江戸時代以前には「正座」という言葉はなく、「かしこまる」や「つくばう」などと呼ばれていた。1889年に出版された辞書『言海』にも「正座」という言葉が出ていないことから、「正座」という観念は明治以降に生まれたと考えられている。
書籍でのもっとも古い「正座」の使用例は、明治15年(1882)に出版された『小学女子容儀詳説. 上編』の文中にある「凡そ正坐ハ。家居の時より習ひ置くべし。」と考えられている。
かつては儀礼的な座法は身分や階層によって異なっていた。武士には蹲踞や跪座（きざ）、公卿や茶人には亀居（割座）が尊者に対して敬意を表した座り方だった。明治維新以後の修身や四民平等を実現する過程で礼法を統一する必要が生じ、国民に共通するかしこまった座り方を「正座」と規定したとみられている。

## 作法
正座をするためには、まず始めに床にひざまずき、臀部をかかとの上に載せ跪座（きざ）となり、次に足を伸ばして、臀部の下にかかとがくるようにする。手は控え目にひざの上かまたは腿の上におき、背中をまっすぐ伸ばす。伝統的に、男性はわずかにひざを開け、女性はひざを閉じて座る。いくつかの武道（剣道と居合道）においては、（急所を守るため）男性もひざを閉じて座る場合があり、また、ひざの距離は拳1つ分の幅とする場合もある。新体道では体を開き開発するためにできるだけ足を開いて座る開放体正座という方法がある。また、正座する際、足の親指はしびれを防ぐために時々重ねる場合がある。昔は足の親指を重ねる場合、男性が左の親指が上、女性は右という決まりがあったものの、現在に於いては特にそういった決まりは無い。ただし、居合道などの武道によっては、正座の状態から膝を立てる際に遅延が生じるといった理由で、親指は重ねないように指導をしている。
正座をするときの入り方とくずし方は、着ている着物によって流儀が異なり、それらは作法として体系化されている。
正座で座る場所は、畳の上以外にも、カーペットの上、あるいは板の間の上など場所は問われない。それらの硬い床の上で正座するときは、座布団が敷かれる場合が多い。
あぐらをかいて座ることはくだけた座り方とされ、公式の場では不適当であるとされている。しかし年寄りなど正座が難しい場合は許容される場合が多い。
正座をすることは、いくつかの伝統的な日本の茶道、日本舞踊などの芸道や武道、神道では必須の作法である。洋式家屋の一般となった現代では必ずしも必要ではないが、日本人の伝統的な座り方として受け継がれているほか、神事・仏事等に参列する場合は正座をすることが常識とされている。
難点は、しびれが切れやすいことである。膝に負担がかかるので、足腰に持病があるとつらい姿勢である。
また、学校や家庭のしつけや虐待において、体罰として正座をさせることがある。

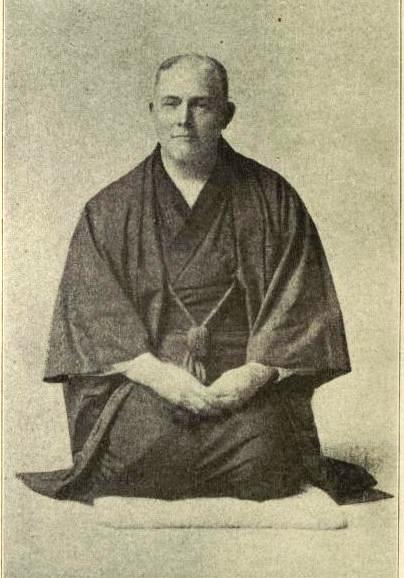
正座するフレデリック・スタール
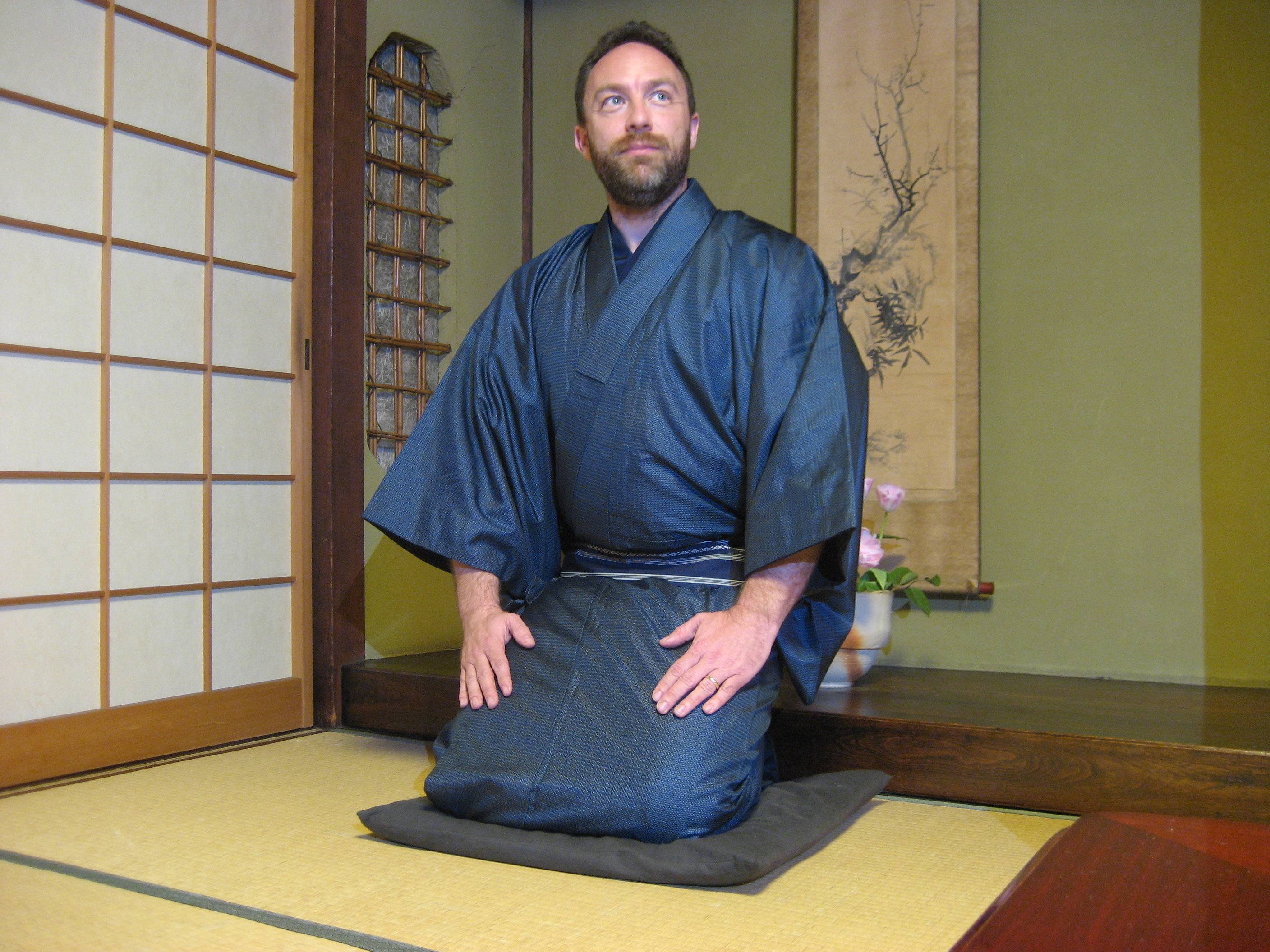
跪座するジミー・ウェールズ

## 日本文化における正座
日本の伝統芸能や芸道において、「正座」を行う場面は非常に多い。時代を超えて伝承される「型」を持つ分野においては、型そのものに加え、その中に含まれる座法もまた、日本の古来の文化や習慣を知る上で非常に重要な財産となっており、「正座」の歴史をうかがい知ることができる。
日本の伝統的な古武道である弓術、居合術、小具足、柔術などには、世界的にも稀な、座った状態から敵を倒す型が存在する。座法は、その流派独自のものも見られるが、大抵は創始された年代によって大まかに一致しており、江戸時代初期以前に創始された流派では「立て膝」「跪座」「（腰を落とした）片膝立ち」など、江戸時代中期以降の流派は「正座」が主流となっている。
また現在伝承されている居合流派における刀礼では、創始年代に関わらず多くの流派で「正座」が取り入れられている。
能では、地謡や囃子方、後見は「正座」で行う。シテ方においては、「立て膝」や「胡座」がほとんどである。
古典音楽の邦楽では、雅楽は「楽座」と呼ばれる「胡座」のような座法である。琴や尺八などの室町時代から戦国時代以後の器楽、また浄瑠璃の義太夫節などでは「正座」で行う。
茶道では、江戸時代以後は「正座」だが、始祖とされる千利休は「胡座」で行なっていたとされる。
他にも「正座」は、講談や落語、囲碁や将棋の対局など様々な場面で使われている。

## 各地での正座

### 沖縄
沖縄方言では、この座り方を「ひざまんちゅー」と呼び、これをヤマトグチ化して「ひざまづき」と言う。また沖縄で「正座」という言葉を使う場合は、椅子や地面に腰を下ろしたままで姿勢を正すことを意味する。

### 富山
富山県の方言では正座することを「ちんちんかく」という。（「ちんちん」が正座を意味し、「かく」が状態、動作を意味する。丁寧な命令調ならば「おちんちんをかきなさい」となる）これを共通語で解釈すると、まったく別の意味に捉えられるため、富山の方言を紹介する際の笑い話として使われることが多い。

### 中国
中国では、春秋戦国や秦漢の時代に正座が正式な座り方だったことがある。椅子に座る習慣が広まるのは2世紀後漢末ごろである。

### 朝鮮半島
朝鮮半島では正座でお辞儀をするのが最上級の感謝の挨拶とされている。これは葬式や結婚式など特別の場で行われる作法とされているので、日常生活で正座をする人は少数である。

### その他
東西を問わず、児童が床に直接座る際にしばしば自然にこの座法が用いられる。柔らかい絨毯が敷かれた部屋でテレビを鑑賞する際に多く見られる。
インディアンの移動用住居ティピー内では女子は正座をするのが望ましい作法とされる。
イースター島のモアイは裸で正座している。

## 身体への影響
正座は脚を痺れさせ一時的に血流が低下するなどの研究がある。日本以外の国では「自分の体重で足を押さえつける不健康な座り方」と紹介されることもあった。長時間の正座ができるように、指物の一つに「合曳（正座椅子）」と呼ばれる椅子がある。これは座面（座布団を模したものが多い）の下に脛がはいる程度の高さの椅子である。
囲碁や将棋のプロ棋士は対局で長時間正座するが、三村智保によれば椅子に比べ疲労するという。長時間の正座を長年続けているためは膝の痛みが職業病となっている。囲碁では対局者の希望で椅子に変更できるため、年配の棋士は椅子での対局を希望することが多いという。